# Stanley Cup playoff 1983
I playoff della Stanley Cup 1983 del campionato NHL 1982-1983 hanno avuto inizio il 5 aprile 1983. Le sedici squadre qualificate per i playoff, otto da ciascuna Conference, hanno giocato una serie di partite al meglio delle cinque per i quarti di finale, seguiti da turni al meglio delle sette per le finali di Division e di Conference. I vincitori delle due Conference hanno disputato una serie di partite al meglio di sette per la conquista della Stanley Cup.
Per la prima volta nella storia dei playoff della NHL si qualificarono nella stessa stagione sette franchigie provenienti dal Canada: Montreal, Toronto, Vancouver, Edmonton, Quebec, Winnipeg, e Calgary. Dalla fine dell'era delle Original Six, cioè dalla stagione 1967-1968, solo in altre cinque occasioni tutte le formazioni canadesi della NHL raggiunsero i playoff nello stesso anno: 1969 (Montreal e Toronto), 1975, 1976 e 1979 (Montreal, Toronto e Vancouver), e infine nel 1986 (con le stesse formazioni qualificatesi nel 1983).

## Squadre partecipanti

### Prince of Wales Conference

#### Adams Division
1. Boston Bruins - vincitori della Adams Division, della stagione regolare nella Prince of Wales Conference e del Presidents' Trophy, 110 punti
2. Montreal Canadiens - 98 punti
3. Buffalo Sabres - 89 punti
4. Quebec Nordiques - 80 punti

#### Patrick Division
1. Philadelphia Flyers - vincitori della Patrick Division, 106 punti
2. New York Islanders - 96 punti
3. Washington Capitals - 94 punti
4. New York Rangers - 80 punti

### Clarence S. Campbell Conference

#### Norris Division
1. Chicago Blackhawks - vincitori della Norris Division, 104 punti
2. Minnesota North Stars - 95 punti
3. Toronto Maple Leafs - 68 punti
4. St. Louis Blues - 65 punti

#### Smythe Division
1. Edmonton Oilers - vincitori della Smythe Division e della stagione regolare nella Clarence S. Campbell Conference, 106 punti
2. Calgary Flames - 78 punti
3. Vancouver Canucks - 75 punti
4. Winnipeg Jets - 74 punti

### Tabellone
Nel primo turno la squadra con il ranking più alto di ciascuna Division si sfida con quella dal posizionamento più basso seguendo lo schema 1-4 e 2-3, usufruendo anche del vantaggio del fattore campo. Il secondo turno determina la vincente divisionale, mentre il terzo vede affrontarsi le squadre vincenti delle Division della stessa Conference per accedere alla finale di Stanley Cup. Il fattore campo osservato nelle finali di conference e in finale di Stanley Cup fu determinato dai punti ottenuti in stagione regolare. Nel primo turno, al meglio delle cinque gare, si seguì il formato 2-2-1. Nelle altre serie, al meglio delle sette sfide, si seguì il formato 2-2-1-1-1: la squadra migliore in stagione regolare avrebbe disputato in casa Gara-1 e 2, (se necessario anche Gara-5 e 7), mentre quella posizionata peggio avrebbe giocato nel proprio palazzetto Gara-3 e 4 (se necessario anche Gara-6).
|  | Semifinali Division | Semifinali Division   | Semifinali Division |                       |    | Finali Division    | Finali Division | Finali Division |  |  | Finali Conference | Finali Conference | Finali Conference |  |  | Finale Stanley Cup | Finale Stanley Cup | Finale Stanley Cup |  |
|  |                     |                       |                     |                       |    |                    |                 |                 |  |  |                   |                   |                   |  |  |                    |                    |                    |  |
|  | A1                  | Boston Bruins         | 3                   |                       |    |                    |                 |                 |  |  |                   |                   |                   |  |  |                    |                    |                    |  |
|  | A1                  | Boston Bruins         | 3                   |                       |    |                    |                 |                 |  |  |                   |                   |                   |  |  |                    |                    |                    |  |
|  | A4                  | Quebec Nordiques      | 1                   |                       |    |                    |                 |                 |  |  |                   |                   |                   |  |  |                    |                    |                    |  |
|  | A4                  | Quebec Nordiques      | 1                   |                       | A1 | Boston Bruins      | 4               |                 |  |  |                   |                   |                   |  |  |                    |                    |                    |  |
|  |                     |                       |                     |                       | A1 | Boston Bruins      | 4               |                 |  |  |                   |                   |                   |  |  |                    |                    |                    |  |
|  |                     |                       | A3                  | Buffalo Sabres        | 3  |                    |                 |                 |  |  |                   |                   |                   |  |  |                    |                    |                    |  |
|  | A2                  | Montreal Canadiens    | A3                  | Buffalo Sabres        | 3  | 0                  |                 |                 |  |  |                   |                   |                   |  |  |                    |                    |                    |  |
|  | A2                  | Montreal Canadiens    |                     |                       |    |                    |                 |                 |  |  |                   |                   |                   |  |  |                    |                    |                    |  |
|  | A3                  | Buffalo Sabres        | 3                   |                       |    |                    |                 |                 |  |  |                   |                   |                   |  |  |                    |                    |                    |  |
|  | A3                  | Buffalo Sabres        | 3                   |                       | A1 | Boston Bruins      | 2               |                 |  |  |                   |                   |                   |  |  |                    |                    |                    |  |
|  |                     |                       |                     |                       |    |                    |                 |                 |  |  |                   |                   |                   |  |  |                    |                    |                    |  |
|  |                     |                       | P2                  | New York Islanders    | 4  |                    |                 |                 |  |  |                   |                   |                   |  |  |                    |                    |                    |  |
|  | P1                  | Philadelphia Flyers   | P2                  | New York Islanders    | 4  | 0                  |                 |                 |  |  |                   |                   |                   |  |  |                    |                    |                    |  |
|  | P1                  | Philadelphia Flyers   |                     |                       |    |                    |                 |                 |  |  |                   |                   |                   |  |  |                    |                    |                    |  |
|  | P4                  | New York Rangers      | 3                   |                       |    |                    |                 |                 |  |  |                   |                   |                   |  |  |                    |                    |                    |  |
|  | P4                  | New York Rangers      | 3                   |                       | P4 | New York Rangers   | 2               |                 |  |  |                   |                   |                   |  |  |                    |                    |                    |  |
|  |                     |                       |                     |                       | P4 | New York Rangers   | 2               |                 |  |  |                   |                   |                   |  |  |                    |                    |                    |  |
|  |                     |                       | P2                  | New York Islanders    | 4  |                    |                 |                 |  |  |                   |                   |                   |  |  |                    |                    |                    |  |
|  | P2                  | New York Islanders    | P2                  | New York Islanders    | 4  | 3                  |                 |                 |  |  |                   |                   |                   |  |  |                    |                    |                    |  |
|  | P2                  | New York Islanders    |                     |                       |    |                    |                 |                 |  |  |                   |                   |                   |  |  |                    |                    |                    |  |
|  | P3                  | Washington Capitals   | 1                   |                       |    |                    |                 |                 |  |  |                   |                   |                   |  |  |                    |                    |                    |  |
|  | P3                  | Washington Capitals   | 1                   |                       | P2 | New York Islanders | 4               |                 |  |  |                   |                   |                   |  |  |                    |                    |                    |  |
|  |                     |                       |                     |                       |    |                    |                 |                 |  |  |                   |                   |                   |  |  |                    |                    |                    |  |
|  |                     |                       | S1                  | Edmonton Oilers       | 0  |                    |                 |                 |  |  |                   |                   |                   |  |  |                    |                    |                    |  |
|  | N1                  | Chicago Blackhawks    | S1                  | Edmonton Oilers       | 0  | 3                  |                 |                 |  |  |                   |                   |                   |  |  |                    |                    |                    |  |
|  | N1                  | Chicago Blackhawks    |                     |                       |    |                    |                 |                 |  |  |                   |                   |                   |  |  |                    |                    |                    |  |
|  | N4                  | St. Louis Blues       | 1                   |                       |    |                    |                 |                 |  |  |                   |                   |                   |  |  |                    |                    |                    |  |
|  | N4                  | St. Louis Blues       | 1                   |                       | N1 | Chicago Blackhawks | 4               |                 |  |  |                   |                   |                   |  |  |                    |                    |                    |  |
|  |                     |                       |                     |                       | N1 | Chicago Blackhawks | 4               |                 |  |  |                   |                   |                   |  |  |                    |                    |                    |  |
|  |                     |                       | N2                  | Minnesota North Stars | 3  |                    |                 |                 |  |  |                   |                   |                   |  |  |                    |                    |                    |  |
|  | N2                  | Minnesota North Stars | N2                  | Minnesota North Stars | 3  | 3                  |                 |                 |  |  |                   |                   |                   |  |  |                    |                    |                    |  |
|  | N2                  | Minnesota North Stars |                     |                       |    |                    |                 |                 |  |  |                   |                   |                   |  |  |                    |                    |                    |  |
|  | N3                  | Toronto Maple Leafs   | 1                   |                       |    |                    |                 |                 |  |  |                   |                   |                   |  |  |                    |                    |                    |  |
|  | N3                  | Toronto Maple Leafs   | 1                   |                       | N1 | Chicago Blackhawks | 0               |                 |  |  |                   |                   |                   |  |  |                    |                    |                    |  |
|  |                     |                       |                     |                       |    |                    |                 |                 |  |  |                   |                   |                   |  |  |                    |                    |                    |  |
|  |                     |                       | S1                  | Edmonton Oilers       | 4  |                    |                 |                 |  |  |                   |                   |                   |  |  |                    |                    |                    |  |
|  | S1                  | Edmonton Oilers       | S1                  | Edmonton Oilers       | 4  | 3                  |                 |                 |  |  |                   |                   |                   |  |  |                    |                    |                    |  |
|  | S1                  | Edmonton Oilers       |                     |                       |    |                    |                 |                 |  |  |                   |                   |                   |  |  |                    |                    |                    |  |
|  | S4                  | Winnipeg Jets         | 0                   |                       |    |                    |                 |                 |  |  |                   |                   |                   |  |  |                    |                    |                    |  |
|  | S4                  | Winnipeg Jets         | 0                   |                       | S1 | Edmonton Oilers    | 4               |                 |  |  |                   |                   |                   |  |  |                    |                    |                    |  |
|  |                     |                       |                     |                       | S1 | Edmonton Oilers    | 4               |                 |  |  |                   |                   |                   |  |  |                    |                    |                    |  |
|  |                     |                       | S2                  | Calgary Flames        | 1  |                    |                 |                 |  |  |                   |                   |                   |  |  |                    |                    |                    |  |
|  | S2                  | Calgary Flames        | S2                  | Calgary Flames        | 1  | 3                  |                 |                 |  |  |                   |                   |                   |  |  |                    |                    |                    |  |
|  | S2                  | Calgary Flames        |                     |                       |    |                    |                 |                 |  |  |                   |                   |                   |  |  |                    |                    |                    |  |
|  | S3                  | Vancouver Canucks     | 1                   |                       |    |                    |                 |                 |  |  |                   |                   |                   |  |  |                    |                    |                    |  |

## Prince of Wales Conference

### Semifinali di Division

#### Boston - Quebec
| Boston 5 aprile 1983 | Quebec Nordiques | 3 – 4 (d.t.s.) (3-0; 0-2; 0-1) referto | Boston Bruins | Boston Garden (13.549 spett.) |

| Boston 7 aprile 1983 | Quebec Nordiques | 2 – 4 (1-1; 0-0; 1-3) referto | Boston Bruins | Boston Garden (14.685 spett.) |

| Québec 9 aprile 1983 | Boston Bruins | 1 – 2 (0-1; 1-1; 0-0) referto | Quebec Nordiques | Colisée de Québec (15.290 spett.) |

| Québec 10 aprile 1983 | Boston Bruins | 2 – 1 (1-0; 0-0; 1-1) referto | Quebec Nordiques | Colisée de Québec (15.269 spett.) |

#### Montreal - Buffalo
| Montréal 5 aprile 1983 | Buffalo Sabres | 1 – 0 (0-0; 0-0; 1-0) referto | Montreal Canadiens | Forum de Montréal (15.814 spett.) |

| Montréal 7 aprile 1983 | Buffalo Sabres | 3 – 0 (1-0; 2-0; 0-0) referto | Montreal Canadiens | Forum de Montréal (15.752 spett.) |

| Buffalo 9 aprile 1983 | Montreal Canadiens | 2 – 4 (0-0; 1-2; 1-2) referto | Buffalo Sabres | Buffalo Memorial Auditorium (16.433 spett.) |

#### Philadelphia - NY Rangers
| Filadelfia 5 aprile 1983 | New York Rangers | 5 – 3 (3-0; 2-1; 0-2) referto | Philadelphia Flyers | The Spectrum (17.147 spett.) |

| Filadelfia 7 aprile 1983 | New York Rangers | 4 – 3 (0-1; 2-0; 2-2) referto | Philadelphia Flyers | The Spectrum (17.147 spett.) |

| New York 9 aprile 1983 | Philadelphia Flyers | 3 – 9 (1-3; 0-2; 2-4) referto | New York Rangers | Madison Square Garden (17.381 spett.) |

#### NY Islanders - Washington
| Uniondale 5 aprile 1983 | Washington Capitals | 2 – 5 (1-1; 0-3; 1-1) referto | New York Islanders | Nassau Coliseum (15.230 spett.) |

| Uniondale 7 aprile 1983 | Washington Capitals | 4 – 2 (0-0; 2-1; 2-1) referto | New York Islanders | Nassau Coliseum (15.150 spett.) |

| Landover 9 aprile 1983 | New York Islanders | 6 – 2 (2-0; 2-0; 2-2) referto | Washington Capitals | Capital Centre (18.130 spett.) |

| Landover 10 aprile 1983 | New York Islanders | 6 – 3 (1-0; 3-2; 2-1) referto | Washington Capitals | Capital Centre (18.130 spett.) |

### Finali di Division

#### Boston - Buffalo
| Boston 14 aprile 1983 | Buffalo Sabres | 7 – 4 (1-2; 4-1; 2-1) referto | Boston Bruins | Boston Garden (14.685 spett.) |

| Boston 15 aprile 1983 | Buffalo Sabres | 3 – 5 (0-2; 0-2; 3-1) referto | Boston Bruins | Boston Garden (14.685 spett.) |

| Buffalo 17 aprile 1983 | Boston Bruins | 3 – 4 (0-1; 2-1; 1-2) referto | Buffalo Sabres | Buffalo Memorial Auditorium (16.433 spett.) |

| Buffalo 18 aprile 1983 | Boston Bruins | 6 – 2 (2-1; 1-1; 3-0) referto | Buffalo Sabres | Buffalo Memorial Auditorium (16.433 spett.) |

| Boston 20 aprile 1983 | Buffalo Sabres | 0 – 9 (0-5; 0-2; 0-2) referto | Boston Bruins | Boston Garden (14.685 spett.) |

| Buffalo 22 aprile 1983 | Boston Bruins | 3 – 5 (2-1; 0-2; 1-2) referto | Buffalo Sabres | Buffalo Memorial Auditorium (16.433 spett.) |

| Boston 24 aprile 1983 | Buffalo Sabres | 2 – 3 (d.t.s.) (1-0; 1-2; 0-0) referto | Boston Bruins | Boston Garden (14.685 spett.) |

#### NY Islanders - NY Rangers
| Uniondale 14 aprile 1983 | New York Rangers | 1 – 4 (1-0; 0-1; 0-3) referto | New York Islanders | Nassau Coliseum (15.230 spett.) |

| Uniondale 15 aprile 1983 | New York Rangers | 0 – 5 (0-3; 0-2; 0-0) referto | New York Islanders | Nassau Coliseum (15.317 spett.) |

| New York 17 aprile 1983 | New York Islanders | 6 – 7 (2-4; 0-3; 4-0) referto | New York Rangers | Madison Square Garden (17.386 spett.) |

| New York 18 aprile 1983 | New York Islanders | 1 – 3 (0-1; 0-0; 1-2) referto | New York Rangers | Madison Square Garden (17.302 spett.) |

| Uniondale 20 aprile 1983 | New York Rangers | 2 – 7 (1-1; 1-4; 0-2) referto | New York Islanders | Nassau Coliseum (15.317 spett.) |

| New York 22 aprile 1983 | New York Islanders | 5 – 2 (0-1; 2-1; 3-0) referto | New York Rangers | Madison Square Garden (17.390 spett.) |

### Finale di Conference

#### Boston - NY Islanders
| Boston 26 aprile 1983 | New York Islanders | 5 – 2 (1-0; 3-0; 1-2) referto | Boston Bruins | Boston Garden (14.685 spett.) |

| Boston 28 aprile 1983 | New York Islanders | 1 – 4 (0-2; 1-1; 0-1) referto | Boston Bruins | Boston Garden (14.685 spett.) |

| Uniondale 30 aprile 1983 | Boston Bruins | 3 – 7 (1-3; 1-1; 1-3) referto | New York Islanders | Nassau Coliseum (15.317 spett.) |

| Uniondale 3 maggio 1983 | Boston Bruins | 3 – 8 (2-2; 0-1; 1-2) referto | New York Islanders | Nassau Coliseum (15.317 spett.) |

| Boston 5 maggio 1983 | New York Islanders | 1 – 5 (1-2; 0-3; 0-0) referto | Boston Bruins | Boston Garden (14.685 spett.) |

| Uniondale 7 maggio 1983 | Boston Bruins | 4 – 8 (2-3; 2-4; 0-1) referto | New York Islanders | Nassau Coliseum (15.317 spett.) |

## Clarence S. Campbell Conference

### Semifinali di Division

#### Chicago - St. Louis
| Chicago 6 aprile 1983 | St. Louis Blues | 4 – 2 (0-1; 0-1; 4-0) referto | Chicago Blackhawks | Chicago Stadium (17.401 spett.) |

| Chicago 7 aprile 1983 | St. Louis Blues | 2 – 7 (0-4; 2-0; 0-3) referto | Chicago Blackhawks | Chicago Stadium (15.150 spett.) |

| St. Louis 9 aprile 1983 | Chicago Blackhawks | 2 – 1 (2-0; 0-0; 0-1) referto | St. Louis Blues | Checkerdome (18.184 spett.) |

| St. Louis 10 aprile 1983 | Chicago Blackhawks | 5 – 3 (2-2; 1-0; 2-1) referto | St. Louis Blues | Checkerdome (14.109 spett.) |

#### Minnesota - Toronto
| Bloomington 6 aprile 1983 | Toronto Maple Leafs | 4 – 5 (1-2; 1-1; 2-2) referto | Minnesota North Stars | Met Center (15.184 spett.) |

| Bloomington 7 aprile 1983 | Toronto Maple Leafs | 4 – 5 (d.t.s.) (2-1; 1-2; 1-1) referto | Minnesota North Stars | Met Center (15.204 spett.) |

| Toronto 9 aprile 1983 | Minnesota North Stars | 3 – 6 (0-1; 3-2; 0-3) referto | Toronto Maple Leafs | Maple Leaf Gardens (16.382 spett.) |

| Toronto 10 aprile 1983 | Minnesota North Stars | 5 – 4 (d.t.s.) (0-0; 1-2; 3-2) referto | Toronto Maple Leafs | Maple Leaf Gardens (16.382 spett.) |

#### Edmonton - Winnipeg
| Edmonton 6 aprile 1983 | Winnipeg Jets | 3 – 6 (1-3; 0-3; 2-0) referto | Edmonton Oilers | Northlands Coliseum (17.498 spett.) |

| Edmonton 7 aprile 1983 | Winnipeg Jets | 3 – 4 (2-2; 0-0; 1-2) referto | Edmonton Oilers | Northlands Coliseum (17.498 spett.) |

| Winnipeg 9 aprile 1983 | Edmonton Oilers | 4 – 3 (1-1; 0-1; 3-1) referto | Winnipeg Jets | Winnipeg Arena (11.346 spett.) |

#### Calgary - Vancouver
| Calgary 6 aprile 1983 | Vancouver Canucks | 3 – 4 (d.t.s.) (0-1; 2-0; 1-2) referto | Calgary Flames | Stampede Corral (7.242 spett.) |

| Calgary 7 aprile 1983 | Vancouver Canucks | 3 – 5 (1-0; 0-2; 2-3) referto | Calgary Flames | Stampede Corral (7.242 spett.) |

| Vancouver 9 aprile 1983 | Calgary Flames | 4 – 5 (0-0; 1-4; 2-1) referto | Vancouver Canucks | Pacific Coliseum (16.413 spett.) |

| Vancouver 10 aprile 1983 | Calgary Flames | 4 – 3 (d.t.s.) (1-0; 2-2; 0-1) referto | Vancouver Canucks | Pacific Coliseum (15.246 spett.) |

### Finali di Division

#### Chicago - Minnesota
| Chicago 14 aprile 1983 | Minnesota North Stars | 2 – 5 (0-0; 2-2; 0-3) referto | Chicago Blackhawks | Chicago Stadium (17.432 spett.) |

| Chicago 15 aprile 1983 | Minnesota North Stars | 4 – 7 (0-3; 2-2; 2-2) referto | Chicago Blackhawks | Chicago Stadium (17.506 spett.) |

| Bloomington 17 aprile 1983 | Chicago Blackhawks | 1 – 5 (0-2; 1-0; 0-3) referto | Minnesota North Stars | Met Center (15.784 spett.) |

| Bloomington 18 aprile 1983 | Chicago Blackhawks | 4 – 3 (d.t.s.) (0-1; 2-2; 1-0) referto | Minnesota North Stars | Met Center (15.445 spett.) |

| Chicago 20 aprile 1983 | Minnesota North Stars | 2 – 5 (0-2; 1-2; 1-1) referto | Chicago Blackhawks | Chicago Stadium (17.439 spett.) |

#### Edmonton - Calgary
| Edmonton 14 aprile 1983 | Calgary Flames | 3 – 6 (0-2; 1-0; 2-4) referto | Edmonton Oilers | Northlands Coliseum (17.498 spett.) |

| Edmonton 15 aprile 1983 | Calgary Flames | 1 – 5 (1-3; 0-0; 0-2) referto | Edmonton Oilers | Northlands Coliseum (17.498 spett.) |

| Calgary 17 aprile 1983 | Edmonton Oilers | 10 – 2 (3-1; 4-1; 3-0) referto | Calgary Flames | Stampede Corral (7.242 spett.) |

| Calgary 18 aprile 1983 | Edmonton Oilers | 5 – 6 (2-2; 0-2; 3-2) referto | Calgary Flames | Stampede Corral (7.242 spett.) |

| Edmonton 20 aprile 1983 | Calgary Flames | 1 – 9 (0-2; 0-5; 1-2) referto | Edmonton Oilers | Northlands Coliseum (17.498 spett.) |

### Finale di Conference

#### Edmonton - Chicago
| Edmonton 24 aprile 1983 | Chicago Blackhawks | 4 – 8 (1-1; 0-4; 3-3) referto | Edmonton Oilers | Northlands Coliseum (17.498 spett.) |

| Edmonton 26 aprile 1983 | Chicago Blackhawks | 2 – 8 (2-4; 0-0; 0-4) referto | Edmonton Oilers | Northlands Coliseum (17.498 spett.) |

| Chicago 1º maggio 1983 | Edmonton Oilers | 3 – 2 (0-0; 2-0; 1-2) referto | Chicago Blackhawks | Chicago Stadium (17.512 spett.) |

| Chicago 3 maggio 1983 | Edmonton Oilers | 6 – 3 (4-1; 2-1; 0-1) referto | Chicago Blackhawks | Chicago Stadium (17.536 spett.) |

## Finale Stanley Cup
La finale della Stanley Cup 1983 è stata una serie al meglio delle sette gare che ha determinato il campione della National Hockey League per la stagione 1982-83. I New York Islanders hanno sconfitto gli Edmonton Oilers in quattro partite e si sono aggiudicati la Stanley Cup per la quarta volta consecutiva.

## Statistiche

### Classifica marcatori
La seguente lista elenca i migliori marcatori al termine dei playoff.

| Giocatore      | Squadra            | PG | G  | A  | Pt | MP |
| -------------- | ------------------ | -- | -- | -- | -- | -- |
| Wayne Gretzky  | Edmonton Oilers    | 16 | 12 | 26 | 38 | 4  |
| Rick Middleton | Boston Bruins      | 17 | 11 | 22 | 33 | 6  |
| Barry Pederson | Boston Bruins      | 17 | 14 | 18 | 32 | 21 |
| Bob Bourne     | New York Islanders | 20 | 8  | 20 | 28 | 14 |
| Mike Bossy     | New York Islanders | 19 | 17 | 9  | 26 | 10 |
| Ray Bourque    | Boston Bruins      | 17 | 8  | 15 | 23 | 10 |
| Jari Kurri     | Edmonton Oilers    | 16 | 8  | 15 | 23 | 8  |
| Mark Messier   | Edmonton Oilers    | 15 | 15 | 6  | 21 | 14 |
| Brent Sutter   | New York Islanders | 20 | 10 | 11 | 21 | 26 |
| Duane Sutter   | New York Islanders | 20 | 9  | 12 | 21 | 43 |

### Classifica portieri
Questa tabella elenca i cinque migliori portieri dei playoff per media di gol subiti con almeno quattro partite disputate.

| Giocatore       | Squadra               | PG | Min | V  | S | GS | SO | MGS  |
| --------------- | --------------------- | -- | --- | -- | - | -- | -- | ---- |
| Roland Melanson | New York Islanders    | 5  | 238 | 2  | 2 | 10 | 0  | 2.52 |
| Billy Smith     | New York Islanders    | 17 | 962 | 13 | 3 | 43 | 2  | 2.68 |
| Andy Moog       | Edmonton Oilers       | 16 | 949 | 11 | 5 | 48 | 0  | 3.03 |
| Bob Sauvé       | Buffalo Sabres        | 10 | 545 | 6  | 4 | 28 | 2  | 3.08 |
| Gilles Meloche  | Minnesota North Stars | 5  | 319 | 2  | 3 | 18 | 0  | 3.39 |